# Storia di Montecarotto
La storia di Montecarotto appartiene, per dimensione e vicende, al percorso di consolidamento politico e amministrativo del territorio della provincia di Ancona.

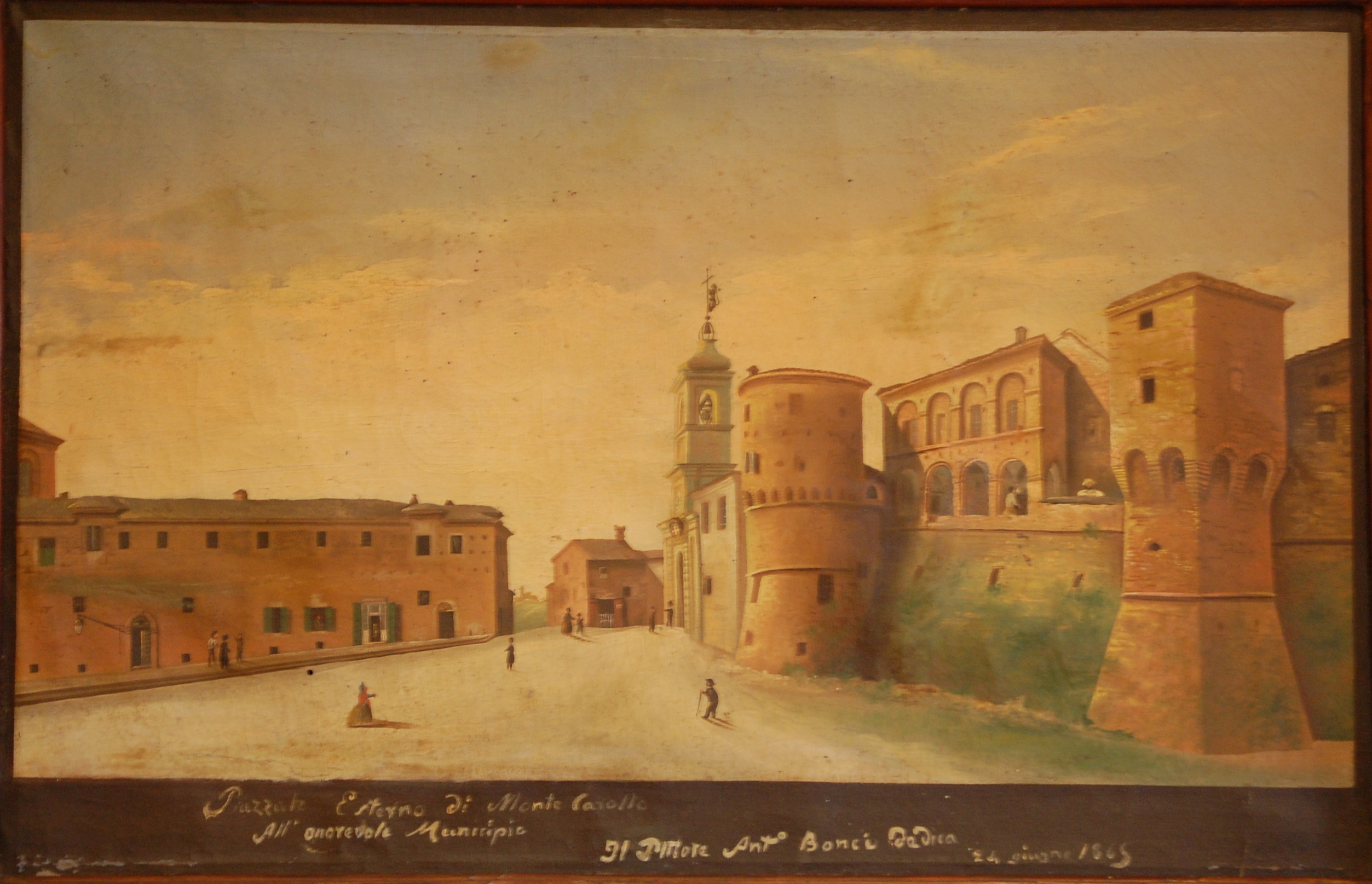
Veduta della piazza di Montecarotto in un dipinto di Antonio Bonci del 1865

## L'età Antica

### L'età Preromana

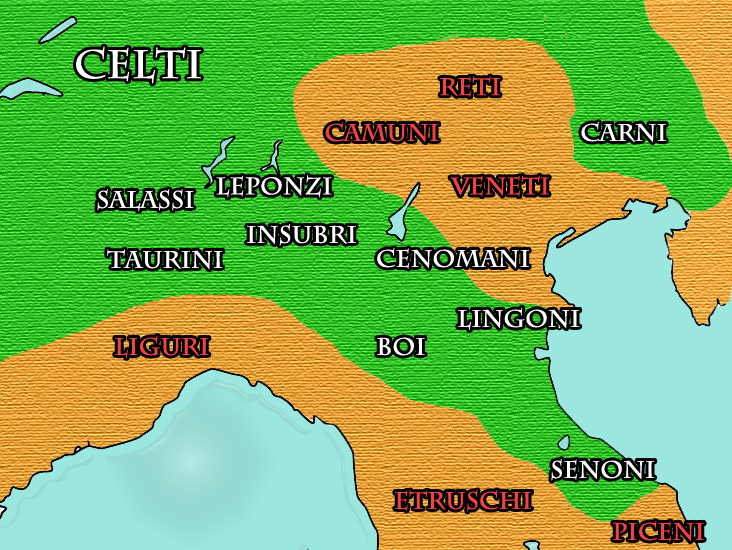
Cartina dei territori celtici in Italia

Con la fine della prima età del ferro la quasi totalità delle Marche era abitata dagli Umbri, costretti tuttavia a ritirarsi dalla regione adriatica a seguito dell'avanzata dei Piceni. La discesa nel Nord delle Marche della tribù dei Galli attorno al 400 a.C., che si stanziarono fino al fiume Esino, creò un nuovo ostacolo alle mire espansionistiche dei Romani.
La battaglia del Sentino del 295 a.C., pur non scalzando i Senoni dal loro territorio, dimostrò la superiorità militare di Roma e pose una premessa fondamentale per la conquista dell'Italia da parte dell'Urbe.
La crescita dell’Ager Romanus nel III secolo implicò l'annessione dell’Ager Gallicus, seppure colonizzato a partire dal 232 a.C., a seguito della sconfitta definitiva dei Galli nella battaglia del lago di Vadimone nel 283 a.C.

### L'età Romana
Il tormentato processo di unificazione amministrativa imposto da Roma modificò inevitabilmente l'assetto territoriale afferente all'odierna Montecarotto: al confine etnolinguistico che divideva la zona gallica dai Piceni, che per le autorità romane coincideva con il fiume Esino, si aggiunse nell'ordinamento augusteo l'annessione dell'Ager Gallicus nel territorio unificato Regio VI Umbria et Ager Gallicus, a nord del fiume stesso.
La riforma avviata da Aureliano e attuata da Diocleziano nel 297 separò l'Ager Gallicus dall'Umbria e lo unì al Piceno, che divenne Flaminia et Picenum, fermo restando per ciascuna zona la conservazione del proprio coronimo.
Sotto Teodosio I avvenne la divisione della regione in Flaminia et Picenum Annonarium, che includeva tutto il territorio fino ad Adria, e Picenum Suburbicarium che arrivava fino a Penne, con l'Esino nuovamente chiamato a marcare il confine dei due domini.

## Il Medioevo

### L'egemonia ravennate
La fine dell'Impero Romano d'Occidente nel 476 espose il territorio a un lungo periodo di devastazioni e saccheggi, che si rivelarono particolarmente gravi nella città di Jesi. La cacciata degli Ostrogoti nel 554 incluse il territorio di Montecarotto nell'Esarcato di Ravenna e nella sfera imperiale di Giustiniano I. La discesa dei Longobardi nel Piceno alla fine del VI secolo complicò l'assetto politico-amministrativo delle Marche. Tuttavia, la divisione nelle due unità politiche, la Pentapoli e il Ducato di Spoleto, egemoni nel centro Italia, non sottrasse il territorio di Montecarotto a ciò che divenne il corridoio bizantino, nonostante la vicina linea di confine Esino-Musone lo ponesse in condizioni di incertezza per le continue incursioni dei Longobardi di Spoleto.

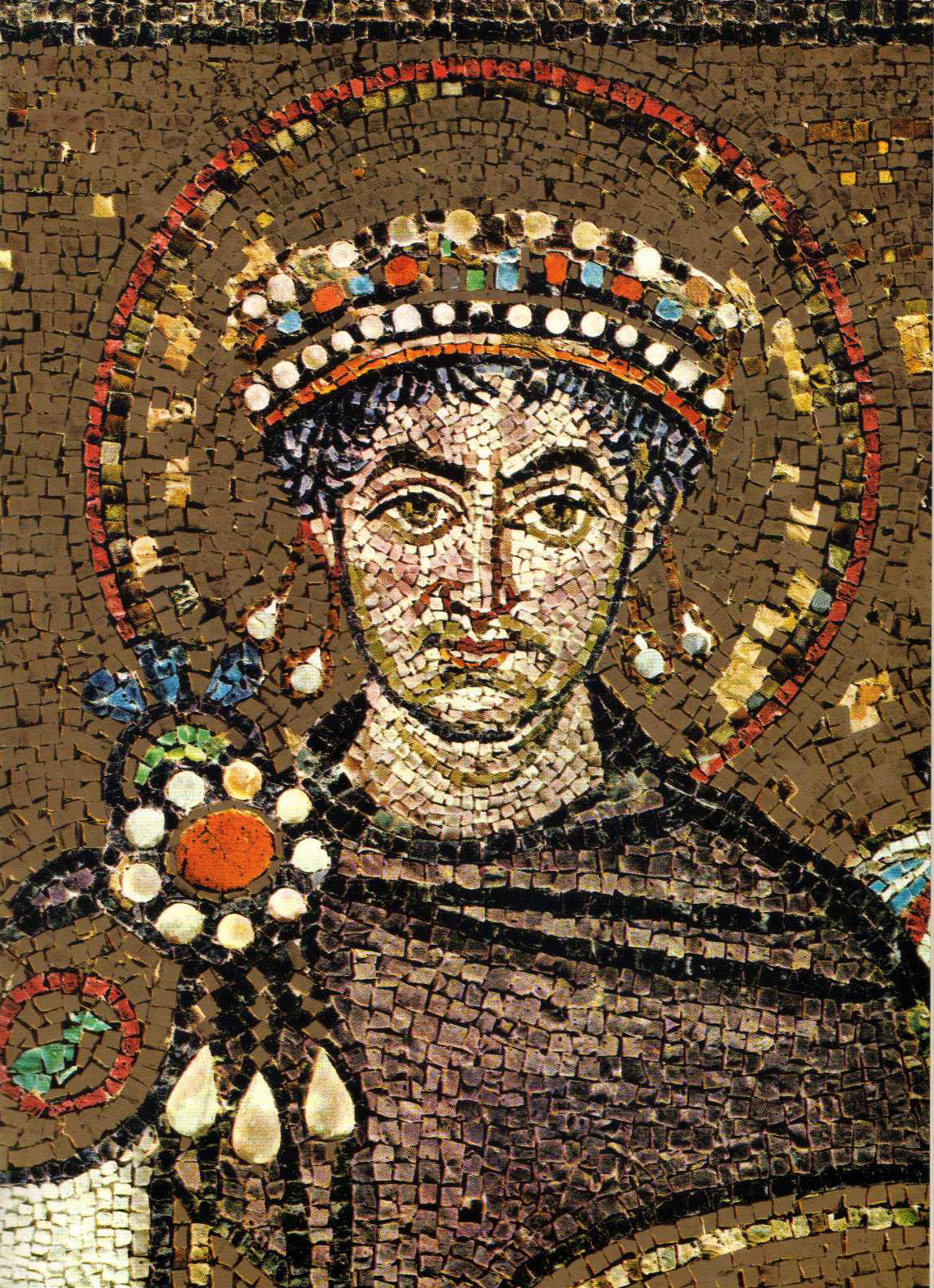
L'imperatore Giustiniano I (Basilica di San Vitale, Ravenna

Tale situazione coincise con una progressiva attrazione di Montecarotto e della media Vallesina nell'orbita di Jesi, centro pentapolitano desideroso di trasformare il versante collinare occidentale in un baluardo difensivo. Lo sviluppo della temporalità dei papi trovò un ostacolo nell'azione dei sovrani carolingi che, approfittando dell'autorità allora esercitata dal potere civile, tendevano a instaurare la loro sovranità nella Pentapoli.
Con la seconda discesa in Italia di Ottone I nel 962 iniziò il processo di feudalizzazione e di germanizzazione delle Pentapoli in virtù del privilegium imperiale (13 febbraio 962) a favore di Papa Giovanni XII. La fermezza degli imperatori sassoni di porsi quali titolari dell'area adriatica, dunque contrari a cedere il territorio marchigiano in quanto utile corridoio tra Nord e Sud, venne confermata da Ottone III, che concesse a Silvestro II otto comitati delle Marche settentrionali, tra i quali Jesi e Senigallia, come una donazione di cose que nostra sunt e provenienti de publico nostro.
La questione della sovranità riemerse durante il pontificato di Vittore II quando il conte Corrado — marchese di Spoleto e di Camerino —, intento a occupare il Nord della regione, incluse gli otto comitati sotto il proprio controllo. La lotta per le investiture riaccese la disputa per la sovranità della «Marca» — il cui nome voluto da Enrico IV sostituì il bizantino «Pentapoli» —, sempre più nelle mire dei suoi antichi titolari, gli arcivescovi di Ravenna. In questo contrasto emersero i signori territoriali, i conti e i liberi possessori, tutti variamente pronti a schierarsi dalla parte dell'impero pur di ricevere in cambio protezione e feudi.
L'ingresso della Marca Anconetana (o Marca Guarnerii) tra il 1093 e il 1094 nella compagine imperiale, favori l'applicazione della politica amministrativa degli imperatori salici che si tradusse in una dinastia marchionale in vita fino al XIV secolo e nella diffusione di rocche difensive e abbazie, indispensabili al controllo militare e feudale del territorio, tra cui quello di Montecarotto che proprio in questo frangente potrebbe aver ricevuto un potenziamento difensivo più marcato che in passato.
Le lotte, particolarmente aspre in età sveva, portarono il territorio sotto lo Stato della Chiesa e al titolo di marchese si andò sostituendo quello di rettore. Il ritorno del potere papale aprì la strada alla diffusione delle pievi di origine carolingia nel territorio anconetano, presto trasformate in parrocchie secondo un processo amministrativo distante dal modello di «chiesa matrice» tipica dell'Alto Medioevo.

### La Bolla di Onorio III
Si ritiene che Montecarotto derivi da Mons Arcis Ruptae cioè, Monte della Rocca distrutta, rimandando con tale denominazione all'antica rocca del castello che era situata nell'area dove ora sorge la chiesa parrocchiale, distrutta da un evento di guerra in un imprecisato momento storico, probabilmente intorno al Mille, o da un terremoto. Alberto Polverari considera attendibile l'accostamento di Turris Ruptae a Montecarotto, quale possedimento del vescovo di Senigallia prima della seconda metà del XIII secolo, sostituito dal XIV secolo con Montis Arcaroctis (o Archaroctis) o anche Monte Carrocto.
Tommaso Baldassini nel volume Notizie Historiche della Reggia Città di Iesi (Jesi, 1703) fa derivare il significato del nome alla pianta del castello, simile a un grande carro, avvalorando il motivo di un'antica insegna con un carro pieno di spighe, come auspicio di raccolti abbondanti. Più leggendaria, benché documentata dal Borgianni nel volume Scariotto, è invece la tesi che farebbe di Montecarotto la patria di Giuda nella Marca anconitana e cioè, Mons Iscariote.
Un'antica leggenda vuole infatti che l'albero di fico scelto dal traditore di Cristo per impiccarsi fosse conservato a Montecarotto. Da notare che sino a gran parte del Ottocento il nome di Montecarotto veniva trascritto separando la prima parte dalla seconda: Monte Carotto. Sotto il periodo napoleonico si scelse di unire le due parti; soluzione che divenne definitiva agli inizi del Novecento ed utilizzata negli atti pubblici e privati.
Attraverso la diffusione reticolare delle pievi nel territorio della Vallesina si può individuare una chiave di lettura attendibile sulle origini di Montecarotto, ma non certamente esaustiva. L'evoluzione di questa forma insediativa, che si espresse attraverso l'istituzione di una "comunità di fedeli", si realizzò tra il X secolo e l'XI secolo nella duplice tipologia dell'incastellamento e della signoria territoriale.
Delle due forme, la prima risultò più adeguata alle caratteristiche del luogo, facilmente votato ad accogliere arroccamenti difensivi.
Insieme ad altre sei pievi, il Plebanatus S. Marie Montis Arcis Ruptae divenne parte integrante del contado di Jesi nella metà del secolo XIII, godendo di un'estensione territoriale che risultò la più vasta tra i castelli del contado, in grado di controllare gli attuali Comuni di Poggio San Marcello, Rosora, e Castelplanio.
La prima chiesa plebana era posta fuori del castello, a metà strada tra il Misa e l'Esino ed è probabile che la primitiva cinta muraria fosse di dimensioni inferiori rispetto a quella attuale.
Solo dalla seconda metà del XIV secolo la chiesa venne edificata all'interno del castello sui ruderi della rocca distrutta, prima che le venissero conferiti diritti e funzioni tipiche di una parrocchia.
Appartenente in origine al comune di Senigallia, secondo una bolla di Onorio III del 1223 che inquadrava tra i possedimenti del vescovo di Senigallia anche Turris Rupte – arcaico toponimo che si presume identifichi Montecarotto —, il castello venne ceduto il 13 febbraio 1248 dal cardinale Raniero, vicario del papa, al Comune di Jesi.
La cessione dipendeva dalla volontà del vicario, nonostante le perplessità del papa, di premiare Jesi per aver rinunciato alla causa ghibellina sostenuta da Federico II.
L'ingresso ufficiale di Montecarotto nel contado di Jesi non negò — almeno per ora – l'esercizio dei privilegi feudali, ancora in mano al vescovo di Jesi e gravanti sul castello. Le cose cambiarono mezzo secolo dopo, quando la giurisdizione civile si sostituì in pieno al controllo ecclesiastico su Montecarotto, dopo un contrasto risoltosi con la fine di ogni privilegio feudale da parte del vescovo Leonardo.
La restaurazione del potere papale nei confronti delle autonomie comunali non si fece attendere, favorendo una spinta autonomista dei comuni periferici contro la forza accentratrice di Jesi.
Lo smembramento della pieve senigalliese di Scorzalepore sul finire del XIII secolo aggiunse alla giurisdizione territoriale di Montecarotto due nuove contrade: San Lorenzo e San Fortunato, concessioni confermate dal rettore della Marca anconetana, Gerardo de Tastis, il 2 maggio 1307.
La Signoria di Nicolò Buscareto, arrivato al potere di Jesi nel 1342, espose il territorio di Montecarotto ad un decennio drammatico quando, alla tirannia e alle devastazioni che portarono alla scomparsa di castelli e ville come Colmontano e Tessenaria, si aggiunse la piaga della Peste nera. Probabilmente in questo terribile decennio avvenne il trasferimento della chiesa plebana all'interno del castello.
L'arrivo nella Marca Pontificia del cardinale Albornoz mise a tacere le aspirazioni egemoniche dei Malatesta, ai quali si erano legati diversi signori, come i Simonetti di Jesi. La vittoria dell'esercito fedele a Innocenzo VI a Paterno di Ancona il 20 aprile 1355 impresse alla politica di Albornoz uno slancio significativo per le pretese del papa residente ad Avignone.
Seguì una politica di rafforzamento difensivo che coinvolse diversi comuni della Vallesina, facilmente esposti a incursioni e minacce delle signorie locali. Non si può escludere che anche Montecarotto ricevette nei mesi successivi disposizioni del cardinale Albornoz finalizzati a potenziare il castello.
L'emanazione delle Costituzioni egidiane nel 1357 pose Montecarotto sotto la diretta giurisdizione di Jesi, al pari degli altri castelli della Vallesina. Il lungo processo di formazione del contado (comitatinanza) attribuì a Montecarotto il rango di comunità immediate subiectae, il cui demanuem (demanio) era attribuito al sovrano, cioè alla Chiesa, mentre il dominium (dominio) apparteneva a Jesi.
Le divisioni politiche e religiose create dallo Scisma d'Occidente spinsero il pievano di Montecarotto – forse su impulso dei Simonetti di Jesi — ad appoggiare inizialmente l'antipapa Clemente VII. Il 12 giugno 1381 avvenne il ripensamento in favore del legittimo papa Urbano VI, non senza conseguenze che convertirono Montecarotto da pieve in parrocchia, fermo restando la giurisdizione su Castelplanio, Rosora e Poggio San Marcello.
Alla cacciata dei Simonetti nel 1408 seguirono le scorribande di Braccio da Montone nel contado di Jesi prima della cessione del territorio vescovile ai Malatesta nel 1410. Con l'elezione di Martino V nel 1417 e la fine dello scisma, Montecarotto ricadde nuovamente sotto il controllo di Braccio da Montone fino al 1424, quando venne ripristinato il potere papale. Rimasto fuori dalla diffusione ereticale dei Fraticelli, che al contrario imperversavano nella Vallesina, Montecarotto passò nel 1427 sotto la giurisdizione dei Montefeltro.
L'azione normalizzatrice di Martino V riportò Montecarotto all'interno dello Stato della Chiesa ma a sconvolgere il quadro politico della Marca Pontificia fu il conte Francesco Sforza che nel 1433 entrò indisturbato a Jesi, ottenendo da Eugenio IV la nomina di vicario. L'egemonia dello Sforza si fece sentire anche sui castelli, con vessazioni, distruzioni e ogni sorta di usurpazioni tiranniche che durarono fino al 1446, quando il condottiero di Milano, abbandonata la conquista forzata, vendette il contado di Jesi a Eugenio IV per 35.000 scudi.
Con il ritorno alla normalità sotto Niccolò V si assistette alla riaggregazione del territorio di Jesi e il 23 ottobre 1447 Francesco Martini di Montecarotto e Domenico Tecchi di Poggio San Marcello ottennero la carica di priori del contado. Si chiuse allora la stagione delle Signorie, seguita da una fase di pace che consentì una ricostruzione amministrativa e giuridica grazie al rinnovo degli statuti cittadini.
All'economia rurale si aggiunse sul finire del XV secolo l'arte organara. Pioniere dell'artigianato locale fu il francescano Giacomo Oliviero, costruttore del primo organo grande della Basilica della Santa Casa di Loreto tra il 1511 e il 1513.

## L'età Moderna

### I della Rovere si vendicano
Con la fine delle Signorie, le espressioni di potere ecclesiastico iniziarono a premiare quelle famiglie di estrazione nobiliare, all'interno di un disegno politico di impronta oligarchica. Il ritorno nel 1504 delle ostilità tra Jesi e Ancona, dopo l'Atto di Concordia del 1483, accrebbe l'allarme nel contado per le incursioni della soldatesca dorica, divenute più frequenti dopo la sospensione dell'Armata di Chiaravalle.
L'intervento del Legato della Marca Sigismondo Gonzaga nel febbraio del 1513 privava Jesi della giurisdizione sul territorio circostante; sentenza confermata il 16 maggio seguente da Leone X che aggiunse una multa di 25.000 scudi d'oro. Montecarotto e tutti i castelli del contado assunsero per breve tempo lo status di immediate subiecta, sciolti quindi dal dominio di Jesi e soggetti all'autorità del Legato Apostolico.
Il desiderio di vendetta di Francesco Maria I della Rovere, espropriato del Ducato di Urbino nel 1517, non risparmiò il contado con ruberie e violenze. Al sacco di Jesi fece seguito la «Congiura dei Notai», nata per avversare la politica ottusa della città che pretendeva di scaricare sui castelli le proprie disavventure economiche, attraverso tasse e l'imposizione del prezzo del grano per il fabbisogno cittadino.
Ne scaturì una tensione che si concluse con il rispetto da parte dei ribelli, tra i quali Montecarotto, degli obblighi economici e politici verso Jesi. L'atto di sottomissione fu all'origine di una lunga stagione di pace. Nuove minacce giunsero per lo più dalle incursioni sulla costa dei turchi, che impegnarono nella difesa del territorio tutti i castelli fino al Fabrianese, e dal banditismo, fenomeno mai del tutto sopito e destinato ad affacciarsi con intensità nei periodi di maggiore crisi economica.
L'organizzazione militaresca delle bande guidate da Alfonso Piccolomini, duca di Montemarciano, spinse Sisto V ad adottare misure contro il fenomeno. Oltre a ciò, nell'ultimo quarto di secolo iniziarono a scarseggiare le raccolte di grano. Particolarmente grave fu la carestia a cavallo tra il 1590 e 1591, a cui si aggiunse il dramma della peste con i suoi 279 morti.

### Contro l'egemonia jesina

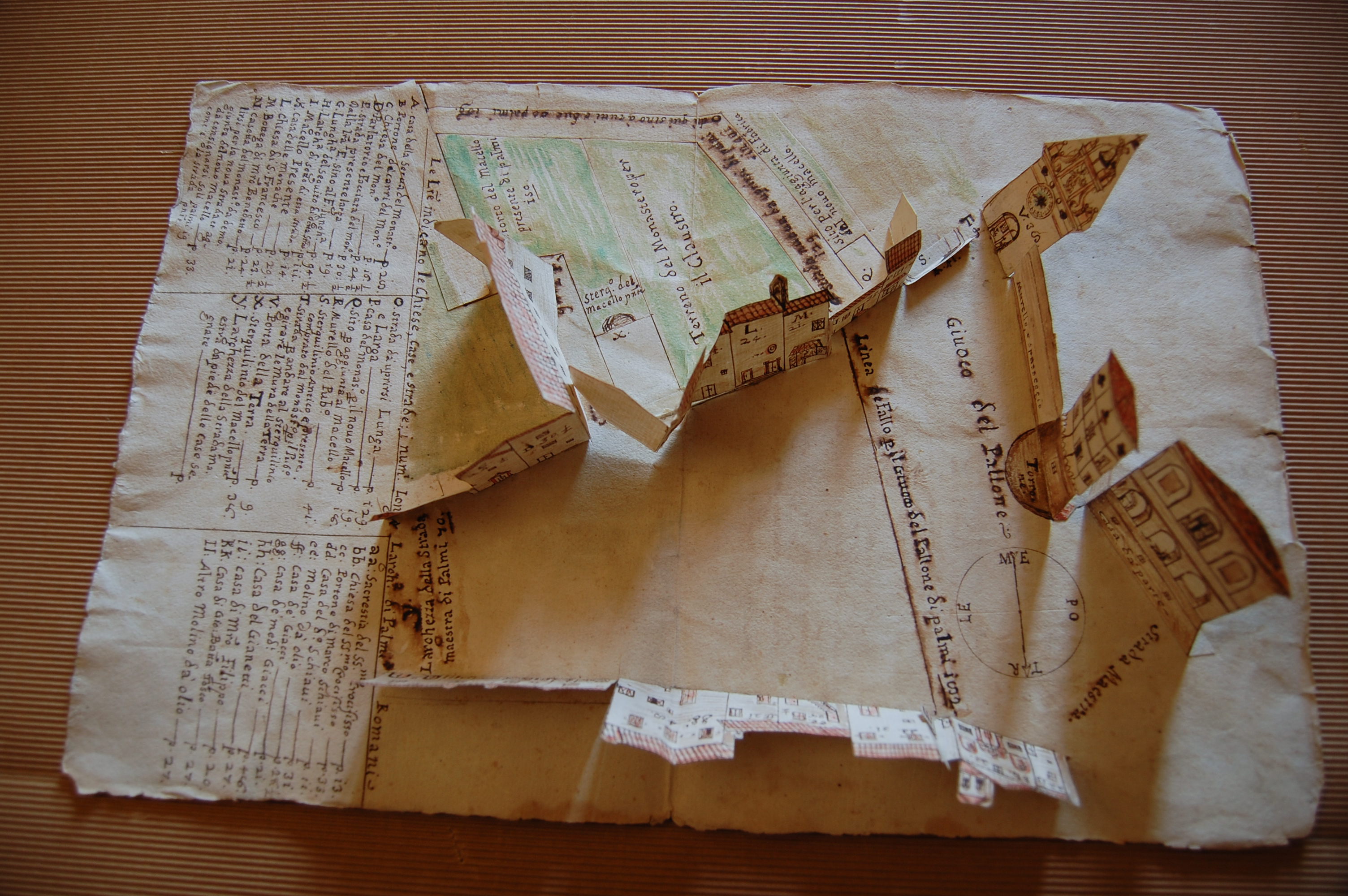
Documento cartografico in rilievo del convento di S. Maria Maddalena dei Pazzi e di altri immobili, realizzato il 27 luglio 1713

Superata la carestia, la popolazione di Montecarotto conobbe un'apprezzabile crescita demografica, agevolata anche dal flusso migratorio dei centri vicini. Miglioramenti si registrarono anche in agricoltura, grazie all'istituzione dell'enfiteusi a terza generattione del 1624.
Per estirpare il contrabbando e la speculazione vennero introdotte «le assegne», dichiarazioni giurate di coltivatori e produttori relative ai raccolti. Sul piano sanitario si adottarono provvedimenti contro gli erranti e i vagabondi, sospettati di diffondere la piaga della peste che riesplose nel 1636. Furono istituiti i Monti di Pietà e il Monte frumentario, cui si rivolgevano gli abbondanzieri nei momenti di emergenza.
Contro le spinte dei proprietari terrieri, desiderosi di nuovi mercati, si vietò l'esportazione di cereali fuori dai propri confini territoriali.
Le vessazioni di Jesi sul contado scatenarono la reazione di Montecarotto per voce dell'avvocato Francesco Maria Ridolfi a favore di una più equa tassazione, nota come Causa Aesina Collectarum (1671-1683) dopo il «Catasto Negroni» del 1669; una lotta vinta in ultimo da Jesi che approfittò del momento favorevole per irrobustire la sua egemonia nel contado.
Crebbe l'ampliamento urbanistico, grazie anche ai «casanolanti» (i contadini caduti in disgrazia) con i loro insediamenti oltre le mura lungo i due assi principali: il borgo di San Rocco e quello di San Giuseppe. Nel 1612 il Consiglio generale decise per la fondazione della chiesa conventuale di San Francesco dei Frati Minori Osservanti. Seguirono nel 1670 la ricostruzione della chiesa di San Filippo e la costruzione dell'annesso complesso conventuale delle Carmelitane. Il 5 ottobre 1686 dalle catacombe di Calepodio arrivarono a Montecarotto le reliquie attribuite al martire San Placido, il cui culto si sovrappose alla venerazione di San Pietro apostolo e di San Francesco d'Assisi.

### Montecarotto "Capo cantone" del Dipartimento del Metauro
Con il nuovo secolo Montecarotto venne insignito del titolo di «Terra», superiore a «Castello». Ripresero nel frattempo i contrasti tra Jesi e periferia, motivati sia dal peso onorifico del patriziato cittadino contro quello paesano — escluso dalla carica di Gonfaloniere — che dalla «Tassa Quinquennale» 1749-1750, introdotta per ridurre il debito dello Stato; un problema urticante dopo la «Tassa del Milione» del 1712.
Due «Brevi» del 1752, il «Laudabile» e l'«Inter Multiplices» di Benedetto XIV costrinsero i comuni a sottostare nuovamente alle pretese di Jesi. A spazzare via le logiche discriminatorie nel contado – seppure temporaneamente — ci pensò il Trattato di Tolentino del 1797 che attribuì a Montecarotto il titolo di «Comune Capo Cantone» all'interno del dipartimento del Metauro, alla guida cioè di 15 comunità fuori dal controllo jesino e il 15 maggio 1798 entrò a far parte della Repubblica Romana.
La soppressione delle confraternite (febbraio 1799) e la messa in vendita dei beni requisiti furono gli ultimi atti della municipalità giacobina.
Nuove opere pubbliche vennero realizzate, a partire dal palazzo comunale, già da tempo bisognoso di solidità strutturale, come suggerì Virginio Bracci nel 1771. Opere di ampliamento riguardarono anche il convento delle Carmelitane, le religiose che dal 1737 avevano ricevuto la «clausura pontificia». Non meno urgenti furono l'impietrata delle strade contro i dissesti idrogeologici nel 1717 e i lavori della nuova chiesa della Santissima Annunziata.

## L'età Contemporanea

### Dalla Restaurazione all'ingresso nel Regno d'Italia
Con la Restaurazione pontificia, Montecarotto ritornò nuovamente sotto la giurisdizione di Jesi. Il 17 marzo 1801 Pio VII impose un nuovo regime fiscale al contado: i beni fino ad allora incamerati dalla «Borsa comune» sarebbero stati versati alla Camera Apostolica. Tra le nuove disposizioni del Regno d'Italia nel 1808 emerse la soppressione dei monasteri dei frati minori e delle Carmelitane e l'incameramento dei beni ecclesiastici, annessi all'Appannaggio del Viceré Eugenio Beauharnais.
La seconda Restaurazione decise sulla fine del contado, il cui vuoto amministrativo venne colmato da un acceso municipalismo, dal quale dipese un'esigenza diffusa ad accrescere i propri confini a danno dei comuni più deboli. I nuovi assoggettamenti avrebbero assicurato maggiori prelievi fiscali e sicuro prestigio politico. Alla guida di Montecarotto, divenuto capoluogo con giurisdizione su cinque comuni, venne posto un governatore nominato dal Delegato apostolico di Ancona.
Il fermento patriottico dopo il fallimento dei moti del 1830-1831 ebbe la sua prima consacrazione con la Repubblica Romana del 1849, momento di conquista legislativa sul piano sociale e di avanzamento democratico senza precedenti in Italia. Una pagina di eroismo venne scritta dal nobile Lorenzo Bucci, organizzatore di una setta clandestina per l'abbattimento del governo di Gregorio XVI, caduto in battaglia nel tentativo di difendere la Repubblica Romana dall'assalto francese dopo aver guidato un battaglione in Veneto contro gli austriaci nel corso della Prima guerra di indipendenza.

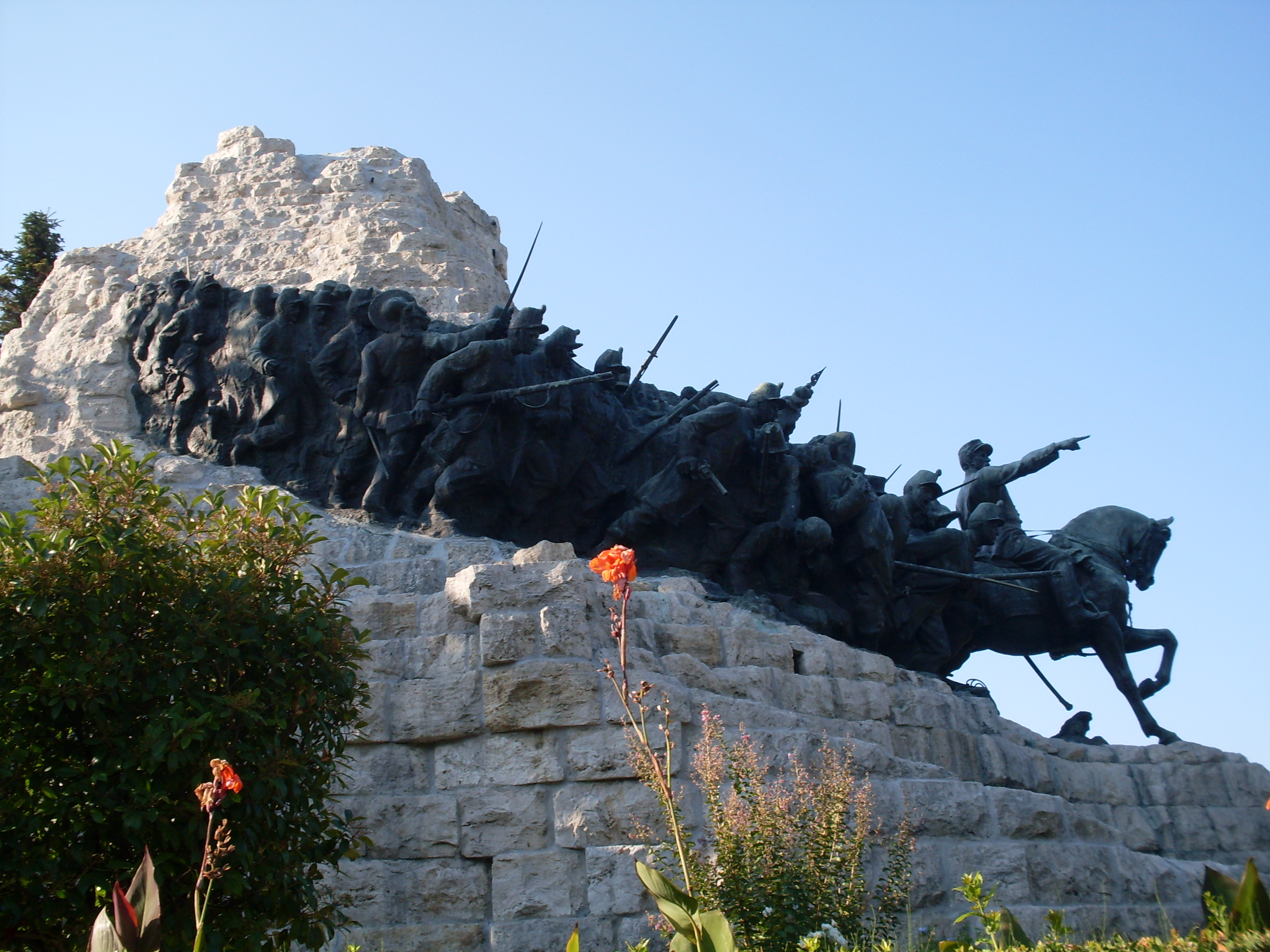
Il Monumento nazionale delle Marche di Castelfidardo rappresentante la truppa guidata dal generale Cialdini.

L'arrivo del governatore straordinario Lorenzo Valerio nelle Marche il 13 settembre 1860 e la vittoria di Castelfidardo riaprirono la questione dell'unità nazionale per il centro Italia. Il plebiscito del 4 e 5 novembre 1860 registrò 337 voti favorevoli su 744 iscritti nelle liste elettorali. Seguirono l'espropriazione dei beni ecclesiastici, la soppressione del convento dei frati minori e l'inaugurazione della scuola pubblica per effetto della legge Casati.
Il 17 marzo 1861 Montecarotto entrava a far parte del Regno d'Italia.
Nuove opere urbanistiche e nuovi istituti sorsero nel corso del XIX secolo: l'ospedale (1807), il cimitero (1817), il nuovo palazzo comunale (1870), la «Cassa di Risparmio» (1873), il nuovo Teatro comunale (1877), la «Porta di Mezzogiorno» (1882) e l'asilo infantile (1889) affidato alle suore di San Giuseppe di Chambéry, che vi rimasero fino al 1980. Il 16 marzo 1873 venne fondata la sezione maschile della Società operaia di mutuo soccorso – dal 22 marzo 1906 l'associazione accolse una sezione femminile.
Nel 1881 Antonio Crognaletti vinse un appalto pubblico per il trasporto della posta e di persone tra Montecarotto e Jesi, subito divenuta la prima linea del gruppo "Autolinee Crognaletti".

### Il Novecento

#### Tito Mei: un sindaco lungimirante
La giunta guidata da Tito Mei avviò una stagione caratterizzata da notevoli cambiamenti, a partire dall'acquedotto pubblico inaugurato il 15 settembre del 1901 e la cui importanza venne ricordata con la "fontana del Tritone", smantellata tuttavia nel 1927 perché d'ingombro ai nuovi mezzi di trasporto. Al posto del vecchio macello sorse nel 1903 l'edificio della «Cassa di Risparmio di Montecarotto», accanto al teatro, secondo una soluzione architettonica decisamente più rispettosa dell'intorno.
Il 20 ottobre 1907 arrivò la luce pubblica all'acetilene e tra il 1912 e il 1913 si ebbe il completamento della stazione ferroviaria lungo la linea Roma-Ancona. Nel 1911 si provvide alla piantumazione dei tigli lungo via XX Settembre e due anni dopo venne inaugurato il nuovo ospedale, unito al ricovero per gli anziani.
Superata la tragedia della Grande Guerra, con i suoi 106 soldati dispersi o caduti al fronte, il Comune si fece carico di aiutare economicamente le vittime del conflitto mediante la «Società cooperativa di lavoro e consumo militari, invalidi, reduci, vedove, genitori di caduti di guerra di Montecarotto» (poi sciolta nel 1928). 
La vittoria del socialista Vittorio Marri alla carica di sindaco nel 1920 spazzava via il mondo liberale. L'anno seguente il montecarottese Pompeo Baldoni divenne presidente della provincia, costretto tuttavia nel 1922 ad abbandonare la carica per intervento prefettizio imposto dal governo fascista. Tra il 1920 e il 1922 il comune acquisì i locali del vecchio ospedale, trasformati in scuole elementari.

#### Il Fascismo e la «Battaglia di Montecarotto»
Lo scioglimento dell'amministrazione comunale per decisione prefettizia divenne il primo scossone fascista alla giunta socialista, seguito dalla vittoria di Tullio Bevilacqua alle elezioni del 22 aprile 1923. Il 18 maggio seguente la giunta comunale dichiarava Mussolini cittadino onorario e il 14 maggio 1926 usciva di scena l'ultima amministrazione democraticamente eletta.
Nel 1923 Montecarotto perdeva il mandamento, ma non la Pretura. Con le Leggi fascistissime scomparvero gli ultimi spazi di legittimità democratica: iniziava la stagione dei Podestà, a partire da Ubaldo Urbani. Nel 1927 la Cassa di Risparmio di Montecarotto si fuse con l'omonimo istituto di Jesi e nel 1932 sorse il primo magazzino del Consorzio agrario provinciale, poi ampliato nel 1952.
Nel 1933 Ottorino Bartoloni succedeva a Carlo Mariotti alla carica podestarile, incarico passato nel 1937 ad Amalio Carissimi, poi caduto per mano partigiana il 25 maggio 1944. Dalle prime formazioni partigiane si distinse il gappista «Rani d'Ancan», all'anagrafe Dario Rossetti, tra i protagonisti della liberazione del campo di prigionia di Servigliano.
Il 19 gennaio 1944 cinquanta gappisti al comando di Domenico Angeloni tentarono l'assalto alla caserma dei Carabinieri e all'abitazione del Commissario prefettizio Attilio Cappellini. Nello scontro persero la vita Athos Archetti della GNR e il bracciante Luigi Lazzarini. Tra il 4 e il 5 maggio 1944 caddero sotto il fuoco nazista Giuseppe Latieri (vedi eccidio di Monte Sant'Angelo) e Carlo Alberto Trapani. Il 25 maggio 1944 i gappisti della Valle Misa tesero un attentato all'ex podestà Amalio Carissimi, che rimase ucciso. Sebbene il 26 luglio 1944 la nuova giunta del CLN, sotto la guida del sindaco Romolo Chiacchiarini, fosse subentrata a quella repubblichina ormai sciolta, la vera liberazione dal nazifascismo non era ancora stata raggiunta. Dal 27 al 30 luglio 1944 due plotoni della Brigata Maiella tennero testa alla controffensiva tedesca. Iniziava la battaglia di Montecarotto che si concluse il 4 agosto con la liberazione del territorio dall'occupazione nazista.

Se si escludono i feriti, furono 25 le vittime montecarottesi nel corso della Seconda guerra mondiale.

#### La fine della mezzadria e l'avvento del cooperativismo
Il ritorno alla libertà favorì la ricostituzione dei partiti democratici, desiderosi di declinare la loro politica in chiave solidaristica in soccorso degli italiani non ancora usciti dall'occupazione nazifascista. Molto più lenta e ricca di insidie divenne invece la ripresa dell'economia locale. Il centro del paese portava ancora i segni della battaglia mentre i propositi della ricostruzione si arrendevano all'incertezza di una guerra non ancora conclusa al Nord.
Nonostante le difficoltà salariali, l'accoglienza e la solidarietà erano rimaste intatte tra la popolazione, pronta a farsi carico del dramma degli "sfollatelli", i bambini abruzzesi scampati alla furia nazista nel dicembre del 1943.
La vittoria del fronte delle sinistre nel 1946 favorì un clima concitato sul piano delle rivendicazioni dei diritti contro le pretese degli agrari. La giunta inaugurava la scuola media comunale "Lorenzo Bucci", divenuta statale nel 1959 e dal 1978 intitolata al filosofo Gallo Galli. Il IX censimento del 1951 registrava il massimo picco demografico. Nel settore sanitario emerse l'ampliamento dell'ospedale con le due divisioni di medicina e chirurgia, poi declassato nel 1982 a poliambulatorio. Particolarmente significativa per la comunità religiosa è stata nel 1955 la ricomposizione delle ossa attribuite al martire San Placido.
La svolta politica del novembre del 1960 si tradusse in un vivace programma di lavori pubblici, come il completamento delle scuole elementari "Giuseppe Magagnini", la costruzione di una sede distaccata dell'Istituto Professionale di Stato per l'Agricoltura e l'Ambiente "Serafino Salvati" (1962), il mercato pubblico, la prima edificazione popolare garantita dai fondi dell'INA-Casa, l'avvio dei lavori del monumento ai caduti (inaugurato nel 1971) e del parco pubblico, dotato anni dopo di una pista di pattinaggio (restaurata nel 2007) e di un campo da tennis, poi ampliato nel 1983. Nel 1964 venne inaugurata la prima linea telefonica della compagnia SIP. La domanda di lavoro di molti ex contadini trovava sfogo nelle nuove imprese sorte tra gli anni sessanta e settanta. Il declino demografico, iniziato negli anni cinquanta con il calo del tasso di natalità crebbe con il nuovo sviluppo produttivo della Vallesina. La nascita della Cooperativa sociale "Moncaro" (1964) per la produzione del verdicchio, qui prodotto di eccellenza, favorì il decollo delle attività turistiche, a partire dall'avvio di aziende agrituristiche, sullo sfondo di un mondo mezzadrile al tramonto. Nel 1972 venne organizzata la prima edizione della "Sagra del Pesce e del Verdicchio", divenuta negli anni un evento culturale pronto a premiare aspetti ludici, come il "Palio del Verdicchio" dei primi anni '90, o momenti di confronto tra le cantine enologiche che ne hanno cambiato il nome in"Mostra Mercato dei Vini Marchigiani (dal 1994), fino all'odierna "Verdicchio in Festa". Nuove esigenze spinsero le autorità a dotare il paese di una palestra in sostituzione della precedente di epoca fascista, una scuola materna statale, un asilo nido, un nuovo campo da calcio, un centro anziani, il Museo della Mail Art e un “Centro Culturale” (1980). Non meno significativo è risultato negli anni settanta lo stanziamento di fondi destinati al piano urbanistico PEEP.
La vittoria del PCI nel 1985 contro l'alleanza DC-PSI-PRI-PSDI - seppure di misura -, a tre anni dalla crisi della giunta comunale a seguito della scissione con il PSI, confermò la radicalità a sinistra del territorio, nonostante il calo di consensi che proprio in quegli anni stava colpendo la sinistra massimalista. Nel gennaio del 1985 prese il via la prima edizione della Pasquella, da allora riproposta annualmente. Un netto miglioramento della vita dei cittadini si è avuto con l'arrivo del metano il 27 dicembre 1986. Sul fronte del volontariato, va ricordata la nascita di un nucleo operativo della Croce Rossa Italiana nel 1988.

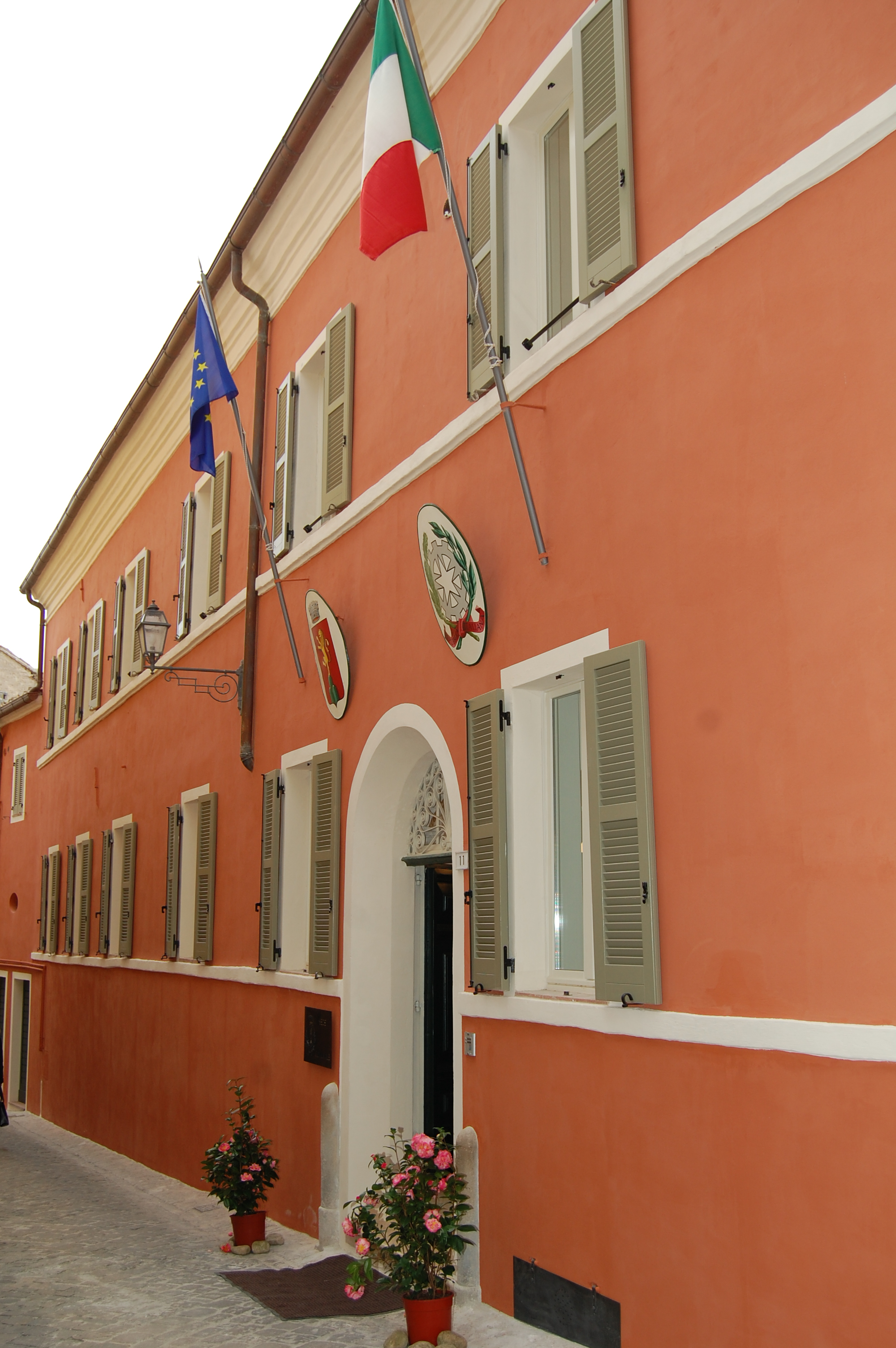
Facciata del Palazzo comunale restaurata nel 2009

Nei primi anni novanta, come in gran parte d'Italia arriva una ventata d'immigrazione bene accolta dalla popolazione. La vittoria di Paola Soverchia – primo sindaco donna nella storia locale - alle amministrative del 1995, certifica il radicamento delle forze di centrosinistra nel territorio comunale e provinciale, grazie anche alla tenuta elettorale del PDS. Il terremoto del 1997 non ha prodotto danni rilevanti agli edifici storici, a parte la Chiesa di San Filippo e il Municipio, prontamente sottoposti a piani di consolidamento. La calamità ha tuttavia favorito la costituzione di un centro di intervento della Protezione Civile.

## All'alba del nuovo millennio
Un nuovo restyling urbano ha interessato il completamento dei lavori del Teatro comunale nel 2001 dopo 30 anni dall'avvio dei lavori, la pavimentazione della piazza antistante (2006) e il consolidamento del Palazzo comunale (2009), parzialmente danneggiato dagli eventi sismici del 1997.
Anche la Collegiata ha conosciuto un largo restauro, iniziato nel 1997 e ultimato nel 2002, su iniziativa di monsignor Giannino Polita (arciprete dal 1971 al 2007). Due importanti innovazioni hanno interessato il servizio delle telecomunicazioni, a partire dall’arrivo della linea digitale ADSL nel 2005 e l’allaccio alla fibra ottica nazionale nel 2022. Il 25 giugno 2011 l'immagine della piazza è mutata sensibilmente grazie alla nuova fontana intitolata «Dell'Unità dei Popoli», in nome della pace e della tolleranza tra le nazioni. Non meno importante, oltreché ricca di significato, è risultata l'inaugurazione del "Giardino della liberazione" in pieno centro storico, a sessant'anni dalla Battaglia di Montecarotto. Il 31 marzo 2014 è entrato in funzione il nuovo plesso scolastico per la scuola primaria, innovativo e funzionale e considerato tra i migliori edifici scolastici in Italia, in sostituzione della vecchia scuola di via Risorgimento.
Se il sisma del centro Italia del 2016, nonostante l'entità della scossa del 30 ottobre, non ha causato problemi strutturali agli edifici pubblici e privati (ad eccezione della scuola media statale e della palestra comunale), non così il temporale “autorigenerante” abbattutosi nell’entroterra settentrionale della regione il 15 settembre 2022 e all’origine di consistenti danni agli impianti sportivi del parco pubblico e smottamenti lungo le principali vie di comunicazione.